# 陳珮明
陳珮明（1988年—），香港民主派人士，前香港沙田區議會海嵐選區議員，公民黨成員，前新民主同盟成員，曾任公民黨沙田區議員容溟舟議員助理。

## 政治生涯

### 參選2012年沙田區議會鞍泰選區補選
2011年區議會選舉當選的民建聯成員楊祥利因破產而辭去區議員一職，需進行補選，民主派新民主同盟陳珮明、民主黨游月華及親中派民建聯成員招文亮於補選參選，民建聯因曾由楊祥利控制、民建聯的衛星組織馬鞍山民康促進會使用250萬公帑及政府廉價批地興建的單車俱樂部爛尾醜聞下得票大跌，惟泛民主派分裂，民主黨及新民主同盟分別派人參選下，最終民建聯成員招文亮於補選當選。

### 參選2019年區議會選舉
2019年區議會選舉，公民黨派出陳珮明參選海嵐選區，對手是報稱無黨派，卻在選舉期間遭泛民主派揭發為建制派東區區議員李進秋女兒的俞卓君，最終在反修例運動引發的高投票率下，陳珮明取得六成五選票當選。

#### 當選後
當選後，陳珮明即與其他泛民主派的當選區議員就香港理工大學衝突要求香港警察撤離香港理工大學，並容許各方進入香港理工大學範圍進行人道救援。陳珮明亦參與了時任香港立法會議員與十八區時任及候任區議員要求政府由公務員加薪議程中抽起警隊作獨立審議的聯署。
2021年10月3日，陳珮明在社交專頁表示，已經遞信請辭，即日生效。陳珮明質疑當局要求宣誓是輸打贏要，旨在推翻2019年區議會選舉結果，找藉口刁難並取消議員的資格。